# Любилки
Любилки — село Ростовского района Ярославской области, входит в состав сельского поселения Петровское. 

## География
Расположено близ автодороги М-8 «Холмогоры» в 6 км на юго-запад от посёлка Петровское и в 27 км на юго-запад от Ростова.

## История
Местная одноглавая каменная церковь во имя Рождества Пресв. Погородицы и преп. Феодосия Тотемского в связи с колокольней построена в 1800 году; ранее здесь была деревянная церковь, неизвестно в котором году сгоравшая.
В конце XIX — начале XX село входило в состав Перовской волости Ростовского уезда Ярославской губернии. В 1885 году в селе было 43 дворов.
С 1929 года село являлось центром Любилковского сельсовета Ростовского района, в 1935 — 1959 годах — в составе Петровского района, с 2005 года — в составе сельского поселения Петровское.

## Население
| 1859 | 1914 | 2007 | 2010 |
| ---- | ---- | ---- | ---- |
| 297  | ↘258 | ↘192 | ↘176 |

## Достопримечательности
В селе расположена действующая Церковь Рождества Пресвятой Богородицы (2014), памятник воинам, погибшим в годы Великой Отечественной войны.

## Инфраструктура
В селе действует отделение почтовой связи №152137, продуктовый магазин, три производственные базы («Русский камень», «Sand Stone», «Дертники»).

## Общественный транспорт
Любилки обслуживается проходящими автобусными маршрутами №№ 029 Москва (автовокзал «Центральный») — Кострома, 057 Ярославль — Москва (автовокзал «Северные ворота»), 111 Ростов — Лесной (отдельные рейсы выполняются с заездом в Горный), 501 Переславль-Залесский — Ярославль, 972 Рыбинск — Москва (автовокзал «Центральный»), 4988 Москва (автовокзал «Центральный») — Рыбинск. Остановка общественного транспорта «Любилки» находится на Ярославском шоссе.